# Tomàs Lletget Cailà
Tomàs Lletget Cailà (Reus, 9 de juliol de 1825 - Archena (Múrcia), 18 de juliol de 1889) va ser un metge i polític català, pare de Josep Lletget.
Fill de Josep Lletget adroguer i Maria Cailà. Va estudiar al Seminari de Tarragona i Medicina a les Universitats de Barcelona i de Madrid, on es va doctorar el 1847. Membre del Partit Republicà, va ser amic personal de Castelar i de Pi i Margall. Del 1861 al 1866 va ser president del Centre de Lectura, llavors en els seus inicis, càrrec que va repetir el 1868-1875. Va ser un dels dirigents de la Revolució de Setembre a Reus, participant en la Junta Revolucionària, i col·laborà a revistes satíriques, com El Mosquito, polítiques, com La Redención del Pueblo, i culturals, com El Eco del Centro de Lectura. Va ser un dels fundadors i va prendre part en la redacció dels estatuts del Banc de Reus. Es destacà com un dels membres més actius del Primer Congrés Catalanista el 1880. Va ser president de l'Ateneu Lliure el 1881-1882. S'adherí a la Renaixença i publicà alguns articles a l'Anuari de l'Associació Catalana d'Excursions.
Va fer oposicions com a metge de la sanitat militar i va treure plaça al Balneari de Caldes de Montbui. Va ser metge en diversos balnearis de l'estat espanyol, entre d'altres Tiermas, Alhama de Aragón, Fitero i Archena. Publicà treballs d'estudi sobre les aigües medicinals: Memoria sobre los baños minerales de Tiermas (Madrid 1857), Monografía de los baños y aguas termo-medicinales de Fitero (Barcelona 1870), Aguas azoadas artificiales (Barcelona, 1886) i sobre temes científics: La Teoría de Adhemar y los períodos glaciales del globo (Barcelona 1879), Tres problemas cosmológicos (Barcelona 1888).
Va ser soci numerari de l'Acadèmia de Medicina de Barcelona i de la de Ciències Mèdiques.